# Sabulodes arses
Sabulodes arses là một loài bướm đêm trong họ Geometridae.